# Piotr Skucha
Piotr Skucha (ur. 27 czerwca 1946 w Łaganowie) – polski duchowny rzymskokatolicki, doktor teologii biblijnej, biskup pomocniczy kielecki w latach 1987–1992, biskup pomocniczy sosnowiecki w latach 1992–2021, od 2021 biskup pomocniczy senior diecezji sosnowieckiej.

## Życiorys
Urodził się 27 czerwca 1946 w Łaganowie w rodzinie Tadeusza i Stanisławy z domu Tkaczyk. W latach 1960–1964 uczęszczał do Liceum Ogólnokształcącego w Proszowicach, gdzie złożył egzamin dojrzałości. W latach 1964–1970 studiował w Wyższym Seminarium Duchownym w Kielcach. Święceń prezbiteratu udzielił mu 14 czerwca 1970 w kościele Wniebowzięcia Najświętszej Maryi Panny w Proszowicach biskup diecezjalny kielecki Jan Jaroszewicz. Inkardynowany został do diecezji kieleckiej. W latach 1971–1973 odbył studia z biblistyki na Wydziale Teologicznym Katolickiego Uniwersytetu Lubelskiego, gdzie uzyskał licencjat z teologii i magisterium z nauk biblijnych. W latach 1973–1976 studiował w Papieskim Instytucie Biblijnym w Rzymie, które ukończył z licencjatem z nauk biblijnych. W latach 1976–1979 odbył studia doktoranckie w Studium Biblicum Franciscanum w Jerozolimie. Doktorat z teologii biblijnej uzyskał na podstawie dysertacji Contributi per una teologia del deserto nell'Antico Testamento (Przyczynki do teologii pustyni w Starym Testamencie i w tekstach qumrańskich). W 1980 nostryfikował doktorat w Instytucie Nauk Biblijnych na Wydziale Teologicznycm Katolickiego Uniwersytetu Lubelskiego po przedłożeniu rozprawy Teologia pustyni w Starym Testamencie.
W latach 1970–1971 pracował jako wikariusz w parafii św. Wojciecha w Książu Wielkim. W czasie III Synodu Diecezji Kieleckiej należał do Komisji Teologiczno-Socjologicznej. Pełnił funkcję cenzora książek kościelnych. W 1982 został sekretarzem Komisji Episkopatu ds. Powołań Duchownych, a w 1984 sekretarzem Komisji Episkopatu ds. Seminariów Duchownych.
Od 1979 do 1981 pełnił funkcję prefekta studiów i prowadził wykłady z biblistyki w Wyższym Seminarium Duchownym w Kielcach. W latach 1981–1986 był prorektorem tego seminarium. Wykładał ponadto w Papieskiej Akademii Teologicznej, w Akademii Ignatianum w Krakowie oraz w Instytucie Filologii Słowiańskiej Uniwersytetu Śląskiego w Sosnowcu.
18 grudnia 1986 został mianowany biskupem pomocniczym diecezji kieleckiej ze stolicą tytularną Segisama. Święcenia biskupie otrzymał 15 lutego 1987 w bazylice katedralnej Wniebowzięcia Najświętszej Maryi Panny w Kielcach. Udzielił mu ich kardynał Józef Glemp, prymas Polski, w asyście Stanisława Szymeckiego, biskupa diecezjalnego kieleckiego, i Edwarda Materskiego, biskupa diecezjalnego sandomiersko-radomskiego. Jako zawołanie biskupie przyjął słowa „Verbum Crucis – virtus Dei” (Nauka Krzyża – mocą Bożą). W latach 1987–1992 sprawował urząd wikariusza generalnego diecezji. W kurii diecezjalnej zajmował stanowisko wiceprzewodniczącego wydziału duszpasterstwa kapłanów i powołań, był członkiem diecezjalnego biura prasowego, należał do rady kapłańskiej i kolegium konsultorów. W latach 1987–1992 pełnił funkcję redaktora naczelnego „Współczesnej Ambony”.
25 marca 1992 został przeniesiony na urząd biskupa pomocniczego nowo ustanowionej diecezji sosnowieckiej. Tego samego dnia objął nową funkcję. Dwa dni później arcybiskup Stanisław Nowak, administrator diecezji, ustanowił go swoim delegatem z uprawnieniami wikariusza generalnego. W tym samym roku został mianowany wikariuszem generalnym diecezji. W kurii diecezjalnej przewodniczył radzie ds. ekonomicznych, wszedł w skład rady kapłańskiej i kolegium konsultorów. Przewodniczył diecezjalnej komisji ds. II Ogólnopolskiego Synodu Plenarnego. Po śmierci biskupa Adama Śmigielskiego, od 10 października 2008 do 28 marca 2009, pełnił funkcję administratora diecezji. 27 czerwca 2021 papież Franciszek przyjął jego rezygnację z obowiązków biskupa pomocniczego sosnowieckiego.
W Episkopacie Polski należał do Komisji ds. Seminariów Duchownych. W 1992 został wizytatorem apostolskim seminariów w Polsce. Organizator i przewodnik licznych pielgrzymek do Ziemi Świętej.

## Odznaczenia i wyróżnienia
W 2001 został komandorem z gwiazdą Zakonu Rycerskiego Grobu Bożego w Jerozolimie.
W 2015 nadano mu tytuł honorowego obywatela gminy i miasta Proszowice.
Za propagowanie idei pielgrzymowania Kustodia Ziemi Świętej przyznała mu Medal Pielgrzyma.